# Saison 2017-2018 des Bulls de Chicago
La saison 2017-2018 des Bulls de Chicago est la 52e saison de la franchise en National Basketball Association (NBA).

## Draft
| Tour | Choix | Joueur          | Poste | Nationalité | Provenance            |
| ---- | ----- | --------------- | ----- | ----------- | --------------------- |
| 1    | 7     | Lauri Markkanen | PF/C  | Finlande    | Wildcats de l'Arizona |

## Matchs

### Summer League
| Summer League Total: 2-3 |

| Match | Date match | Équipe       | Score   | Meilleur marqueur     | Meilleur rebondeur       | Meilleur passeur     | Lieux Spectateurs    | Série |
| ----- | ---------- | ------------ | ------- | --------------------- | ------------------------ | -------------------- | -------------------- | ----- |
| 1     | 8 juillet  | Chicago      | D 75-91 | Lauri Markkanen (14)  | Lauri Markkanen (8)      | Cameron Payne (4)    | Thomas & Mack Center | 0 - 1 |
| 2     | 10 juillet | Atlanta      | D 55-75 | Cameron Payne (12)    | Markkanen, Valentine (9) | Denzel Valentine (3) | Cox Pavilion         | 0 - 2 |
| 3     | 11 juillet | Washington   | V 82-73 | Antonio Blakeney (23) | Lauri Markkanen (10)     | Denzel Valentine (4) | Cox Pavilion         | 1 - 2 |
| 4     | 12 juillet | Portland     | D 77-88 | Antonio Blakeney (27) | Antonio Blakeney (11)    | Denzel Valentine (4) | Cox Pavilion         | 1 - 3 |
| 5     | 14 juillet | Philadelphie | V 99-82 | Brady Heslip (28)     | Chris Walker (11)        | Ryan Arcidiacono (7) | Thomas & Mack Center | 2 - 3 |

### Pré-saison
| Pré-saison Total: 3-3 (Domicile : 1-2 ; Extérieur : 2-1) |

| Match | Date match | Équipe             | Score     | Meilleur marqueur      | Meilleur rebondeur     | Meilleur passeur     | Lieux Spectateurs        | Série |
| ----- | ---------- | ------------------ | --------- | ---------------------- | ---------------------- | -------------------- | ------------------------ | ----- |
| 1     | 3 octobre  | @ Nouvelle-Orléans | V 113-109 | Cristiano Felício (15) | Portis, Mirotić (9)    | Jerian Grant (9)     | Smoothie King Center     | 1 - 0 |
| 2     | 4 octobre  | @ Dallas           | D 71-118  | Zipser, Lopez (12)     | Justin Holiday (6)     | Kris Dunn (6)        | American Airlines Center | 1 - 1 |
| 3     | 6 octobre  | Milwaukee          | V 114-101 | Justin Holiday (21)    | Bobby Portis (10)      | Quatre joueurs (4)   | United Center            | 2 - 1 |
| 4     | 8 octobre  | Nouvelle-Orléans   | D 95-108  | Denzel Valentine (15)  | Cristiano Felício (10) | Ryan Arcidiacono (6) | United Center            | 2 - 2 |
| 5     | 10 octobre | @ Cleveland        | V 108-94  | Justin Holiday (28)    | Justin Holiday (11)    | Jerian Grant (5)     | Quicken Loans Arena      | 3 - 2 |
| 6     | 13 octobre | Toronto            | D 104-125 | Justin Holiday (17)    | Jerian Grant (9)       | Ryan Arcidiacono (9) | United Center            | 3 - 3 |

### Saison régulière
| Saison régulière Total: 27-55 (Domicile : 16-24 ; Extérieur : 11-31) |

| Match | Date match | Équipe        | Score     | Meilleur marqueur    | Meilleur rebondeur   | Meilleur passeur  | Lieux               | Série |
| ----- | ---------- | ------------- | --------- | -------------------- | -------------------- | ----------------- | ------------------- | ----- |
| 1     | 19 octobre | @ Toronto     | D 100-117 | Robin Lopez (18)     | Markkanen, Lopez (8) | Jerian Grant (7)  | Air Canada Centre   | 0 - 1 |
| 2     | 21 octobre | San Antonio   | D 77-87   | Robin Lopez (16)     | Lauri Markkanen (12) | Jerian Grant (5)  | United Center       | 0 - 2 |
| 3     | 24 octobre | @ Cleveland   | D 112-119 | Justin Holiday (25)  | Lauri Markkanen (8)  | Jerian Grant (10) | Quicken Loans Arena | 0 - 3 |
| 4     | 26 octobre | Atlanta       | V 91-86   | Robin Lopez (16)     | Lauri Markkanen (12) | Jerian Grant (7)  | United Center       | 1 - 3 |
| 5     | 28 octobre | Oklahoma City | D 69-101  | Lauri Markkanen (15) | Denzel Valentine (9) | Jerian Grant (4)  | United Center       | 1 - 4 |

| Match | Date match   | Équipe           | Score     | Meilleur marqueur        | Meilleur rebondeur    | Meilleur passeur     | Lieux                      | Série  |
| ----- | ------------ | ---------------- | --------- | ------------------------ | --------------------- | -------------------- | -------------------------- | ------ |
| 6     | 1er novembre | @ Miami          | D 91-97   | Lauri Markkanen (25)     | David Nwaba (11)      | Jerian Grant (8)     | American Airlines Arena    | 1 - 5  |
| 7     | 3 novembre   | @ Orlando        | V 105-83  | Justin Holiday (19)      | Robin Lopez (10)      | Jerian Grant (6)     | Amway Center               | 2 - 5  |
| 8     | 4 novembre   | Nouvelle-Orléans | D 90-96   | Justin Holiday (18)      | Holiday, Lopez (9)    | Jerian Grant (9)     | United Center              | 2 - 6  |
| 9     | 7 novembre   | @ Toronto        | D 114-119 | Bobby Portis (21)        | Bobby Portis (13)     | Jerian Grant (5)     | Centre Air Canada          | 2 - 7  |
| 10    | 10 novembre  | Indiana          | D 87-105  | Bobby Portis (20)        | Bobby Portis (11)     | Kris Dunn (3)        | United Center              | 2 - 8  |
| 11    | 11 novembre  | @ San Antonio    | D 94-133  | Lopez, Portis (17)       | Bobby Portis (6)      | Jerian Grant (8)     | AT&T Center                | 2 - 9  |
| 12    | 15 novembre  | @ Oklahoma City  | D 79-92   | Markkanen, Blakeney (16) | Bobby Portis (13)     | Grant, Dunn (3)      | Chesapeake Energy Arena    | 2 - 10 |
| 13    | 17 novembre  | Charlotte        | V 123-120 | Justin Holiday (27)      | Lauri Markkanen (7)   | Kris Dunn (7)        | United Center              | 3 - 10 |
| 14    | 19 novembre  | @ Phoenix        | D 105-113 | Lauri Markkanen (26)     | Lauri Markkanen (13)  | Kris Dunn (6)        | Talking Stick Resort Arena | 3 - 11 |
| 15    | 21 novembre  | @ L.A. Lakers    | D 94-103  | Denzel Valentine (17)    | Lauri Markkanen (14)  | Kris Dunn (6)        | Staples Center             | 3 - 12 |
| 16    | 22 novembre  | @ Utah           | D 80-110  | Robin Lopez (15)         | Kris Dunn (9)         | Grant, Valentine (4) | Vivint Smart Home Arena    | 3 - 13 |
| 17    | 24 novembre  | @ Golden State   | D 94-143  | Jerian Grant (21)        | Bobby Portis (8)      | Kris Dunn (4)        | Oracle Arena               | 3 - 14 |
| 18    | 26 novembre  | Miami            | D 93-100  | Jerian Grant (24)        | Denzel Valentine (13) | Denzel Valentine (7) | United Center              | 3 - 15 |
| 19    | 28 novembre  | Phoenix          | D 99-104  | Justin Holiday (25)      | Trois joueurs (6)     | Kris Dunn (8)        | United Center              | 3 - 16 |
| 20    | 30 novembre  | @ Denver         | D 110-111 | Markkanen, Lopez (20)    | Lauri Markkanen (9)   | Jerian Grant (7)     | Pepsi Center               | 3 - 17 |

| Match | Date match   | Équipe       | Score     | Meilleur marqueur     | Meilleur rebondeur      | Meilleur passeur  | Lieux                     | Série   |
| ----- | ------------ | ------------ | --------- | --------------------- | ----------------------- | ----------------- | ------------------------- | ------- |
| 21    | 1er décembre | Sacramento   | D 106-107 | Jerian Grant (17)     | David Nwaba (9)         | Kris Dunn (8)     | United Center             | 3 - 18  |
| 22    | 4 décembre   | Cleveland    | D 91-113  | Kris Dunn (15)        | Bobby Portis (9)        | Kris Dunn (5)     | United Center             | 3 - 19  |
| 23    | 6 décembre   | @ Indiana    | D 96-98   | Kris Dunn (18)        | Denzel Valentine (8)    | Kris Dunn (6)     | Bankers Life Fieldhouse   | 3 - 20  |
| 24    | 8 décembre   | @ Charlotte  | V 119-111 | Lauri Markkanen (24)  | Lauri Markkanen (12)    | Kris Dunn (12)    | Spectrum Center           | 4 - 20  |
| 25    | 9 décembre   | New York     | V 104-102 | Nikola Mirotić (19)   | Lauri Markkanen (8)     | Dunn, Grant (9)   | United Center             | 5 - 20  |
| 26    | 11 décembre  | Boston       | V 108-85  | Nikola Mirotić (24)   | Nikola Mirotić (8)      | Jerian Grant (9)  | United Center             | 6 - 20  |
| 27    | 13 décembre  | Utah         | V 103-100 | Nikola Mirotić (29)   | Nikola Mirotić (9)      | Kris Dunn (8)     | United Center             | 7 - 20  |
| 28    | 15 décembre  | @ Milwaukee  | V 115-109 | Bobby Portis (27)     | Bobby Portis (12)       | Holiday, Dunn (7) | BMO Harris Bradley Center | 8 - 20  |
| 29    | 18 décembre  | Philadelphie | V 117-115 | Dunn, Mirotić (22)    | Nikola Mirotić (13)     | Kris Dunn (6)     | United Center             | 9 - 20  |
| 30    | 20 décembre  | Orlando      | V 112-94  | Denzel Valentine (16) | Mirotić, Valentine (10) | Kris Dunn (7)     | United Center             | 10 - 20 |
| 31    | 21 décembre  | @ Cleveland  | D 112-115 | Lauri Markkanen (25)  | Justin Holiday (7)      | Kris Dunn (14)    | Quicken Loans Arena       | 10 - 21 |
| 32    | 23 décembre  | @ Boston     | D 92-117  | Bobby Portis (17)     | Nikola Mirotić (9)      | Kris Dunn (7)     | TD Garden                 | 10 - 22 |
| 33    | 26 décembre  | @ Milwaukee  | V 115-106 | Nikola Mirotić (24)   | David Nwaba (9)         | Kris Dunn (12)    | BMO Harris Bradley Center | 11 - 22 |
| 34    | 27 décembre  | New York     | V 92-87   | Kris Dunn (17)        | Holiday, Valentine (9)  | Jerian Grant (6)  | United Center             | 12 - 22 |
| 35    | 29 décembre  | Indiana      | V 119-107 | Lauri Markkanen (32)  | Trois joueurs (7)       | Jerian Grant (12) | United Center             | 13 - 22 |
| 36    | 31 décembre  | @ Washington | D 110-114 | Nikola Mirotić (21)   | Lauri Markkanen (9)     | Kris Dunn (11)    | Capital One Arena         | 13 - 23 |

| Match | Date match  | Équipe             | Score           | Meilleur marqueur     | Meilleur rebondeur        | Meilleur passeur      | Lieux                    | Série   |
| ----- | ----------- | ------------------ | --------------- | --------------------- | ------------------------- | --------------------- | ------------------------ | ------- |
| 37    | 1er janvier | Portland           | D 120-124 (OT)  | Kris Dunn (22)        | Nikola Mirotić (10)       | Denzel Valentine (10) | United Center            | 13 - 24 |
| 38    | 3 janvier   | Toronto            | D 115-124       | Justin Holiday (26)   | Lauri Markkanen (12)      | Kris Dunn (8)         | United Center            | 13 - 25 |
| 39    | 5 janvier   | @ Dallas           | V 127-124       | Kris Dunn (32)        | Nikola Mirotić (10)       | Kris Dunn (9)         | American Airlines Center | 14 - 25 |
| 40    | 6 janvier   | @ Indiana          | D 86-125        | Bobby Portis (15)     | Markkanen, Valentine (5)  | Kris Dunn (8)         | Bankers Life Fieldhouse  | 14 - 26 |
| 41    | 8 janvier   | Houston            | D 107-116       | Bobby Portis (22)     | Markkanen, Valentine (8)  | Kris Dunn (8)         | United Center            | 14 - 27 |
| 42    | 10 janvier  | @ New York         | V 122-119 (2OT) | Lauri Markkanen (33)  | Lauri Markkanen (10)      | Kris Dunn (8)         | Madison Square Garden    | 15 - 27 |
| 43    | 13 janvier  | Détroit            | V 107-105       | Lauri Markkanen (19)  | Kris Dunn (8)             | Kris Dunn (8)         | United Center            | 16 - 27 |
| 44    | 15 janvier  | Miami              | V 119-111       | Justin Holiday (25)   | Lauri Markkanen (9)       | Kris Dunn (10)        | United Center            | 17 - 27 |
| 45    | 17 janvier  | Golden State       | D 112-119       | Nikola Mirotić (24)   | Lauri Markkanen (8)       | Denzel Valentine (7)  | United Center            | 17 - 28 |
| 46    | 20 janvier  | @ Atlanta          | V 113-97        | Robin Lopez (20)      | Zach LaVine (9)           | Jerian Grant (6)      | Philips Arena            | 18 - 28 |
| 47    | 22 janvier  | @ Nouvelle-Orléans | D 128-132 (2OT) | Grant, Lopez (22)     | Lauri Markkanen (17)      | Jerian Grant (13)     | Smoothie King Center     | 18 - 29 |
| 48    | 24 janvier  | @ Philadelphie     | D 101-115       | Bobby Portis (22)     | Bobby Portis (11)         | David Nwaba (4)       | Wells Fargo Center       | 18 - 30 |
| 49    | 26 janvier  | L.A. Lakers        | D 103-108       | Nikola Mirotić (18)   | Markkanen, Valentine (11) | Jerian Grant (8)      | United Center            | 18 - 31 |
| 50    | 28 janvier  | Milwaukee          | D 96-110        | Denzel Valentine (18) | Lauri Markkanen (10)      | Grant, LaVine (5)     | United Center            | 18 - 32 |
| 51    | 31 janvier  | @ Portland         | D 108-124       | Zach LaVine (23)      | Bobby Portis (10)         | Felício, Grant (3)    | Moda Center              | 18 - 33 |

| Match                  | Date match | Équipe          | Score     | Meilleur marqueur    | Meilleur rebondeur        | Meilleur passeur  | Lieux           | Série   |
| ---------------------- | ---------- | --------------- | --------- | -------------------- | ------------------------- | ----------------- | --------------- | ------- |
| 52                     | 3 février  | @ L.A. Clippers | D 103-113 | Zach LaVine (21)     | Bobby Portis (13)         | Grant, LaVine (4) | Staples Center  | 18 - 34 |
| 53                     | 5 février  | @ Sacramento    | D 103-113 | Zach LaVine (27)     | Bobby Portis (14)         | Jerian Grant (5)  | Golden 1 Center | 18 - 35 |
| 54                     | 9 février  | Minnesota       | V 114-113 | Zach LaVine (35)     | Jerian Grant (8)          | Jerian Grant (11) | United Center   | 19 - 35 |
| 55                     | 10 février | Washington      | D 90-101  | Justin Holiday (15)  | Markkanen, Valentine (10) | Jerian Grant (8)  | United Center   | 19 - 36 |
| 56                     | 12 février | Orlando         | V 105-101 | Lauri Markkanen (21) | Justin Holiday (9)        | Jerian Grant (7)  | United Center   | 20 - 36 |
| 57                     | 14 février | Toronto         | D 98-122  | Bobby Portis (18)    | Markkanen, Nwaba (6)      | Jerian Grant (7)  | United Center   | 20 - 37 |
| NBA All-Star Game 2018 |            |                 |           |                      |                           |                   |                 |         |
| 58                     | 22 février | Philadelphie    | D 115-116 | Bobby Portis (38)    | David Nwaba (9)           | Cameron Payne (7) | United Center   | 20 - 38 |
| 59                     | 24 février | @ Minnesota     | D 104-122 | Zach LaVine (21)     | David Nwaba (9)           | Zach LaVine (7)   | Target Center   | 20 - 39 |
| 60                     | 26 février | @ Brooklyn      | D 87-104  | Kris Dunn (23)       | Denzel Valentine (13)     | Kris Dunn (4)     | Barclays Center | 20 - 40 |
| 61                     | 28 février | @ Charlotte     | D 103-108 | Zach LaVine (21)     | Bobby Portis (10)         | Cameron Payne (6) | Spectrum Center | 20 - 41 |

| Match | Date match | Équipe        | Score     | Meilleur marqueur          | Meilleur rebondeur     | Meilleur passeur     | Lieux                   | Série   |
| ----- | ---------- | ------------- | --------- | -------------------------- | ---------------------- | -------------------- | ----------------------- | ------- |
| 62    | 2 mars     | Dallas        | V 108-100 | Bobby Portis (22)          | Lauri Markkanen (12)   | Kris Dunn (7)        | United Center           | 21 - 41 |
| 63    | 5 mars     | Boston        | D 89-105  | Denzel Valentine (20)      | Noah Vonleh (9)        | Kris Dunn (4)        | United Center           | 21 - 42 |
| 64    | 7 mars     | Memphis       | V 119-110 | Lauri Markkanen (22)       | Bobby Portis (10)      | Kris Dunn (9)        | United Center           | 22 - 42 |
| 65    | 9 mars     | @ Détroit     | D 83-99   | Cameron Payne (17)         | Lauri Markkanen (8)    | Bobby Portis (5)     | Little Caesars Arena    | 22 - 43 |
| 66    | 11 mars    | @ Atlanta     | V 129-122 | LaVine, Portis (21)        | Bobby Portis (10)      | Denzel Valentine (7) | Philips Arena           | 23 - 43 |
| 67    | 13 mars    | L.A. Clippers | D 106-112 | Bobby Portis (19)          | Bobby Portis (9)       | Kris Dunn (6)        | United Center           | 23 - 44 |
| 68    | 15 mars    | @ Memphis     | V 111-110 | Zach LaVine (20)           | Noah Vonleh (10)       | Cameron Payne (5)    | FedEx Forum             | 24 - 44 |
| 69    | 17 mars    | Cleveland     | D 109-114 | Denzel Valentine (34)      | Bobby Portis (15)      | Cameron Payne (10)   | United Center           | 24 - 45 |
| 70    | 19 mars    | @ New York    | D 92-110  | Cristiano Felício (17)     | Noah Vonleh (12)       | Cameron Payne (6)    | Madison Square Garden   | 24 - 46 |
| 71    | 21 mars    | Denver        | D 102-135 | Cristiano Felício (16)     | Portis, Vonleh (8)     | Jerian Grant (7)     | United Center           | 24 - 47 |
| 72    | 23 mars    | Milwaukee     | D 105-118 | Denzel Valentine (20)      | Cristiano Felício (11) | Cameron Payne (6)    | United Center           | 24 - 48 |
| 73    | 24 mars    | @ Détroit     | D 95-117  | Denzel Valentine (18)      | Cristiano Felício (9)  | Jerian Grant (10)    | Little Caesars Arena    | 24 - 49 |
| 74    | 27 mars    | @ Houston     | D 86-118  | Lauri Markkanen (22)       | Noah Vonleh (12)       | Quatre joueurs (3)   | Toyota Center           | 24 - 50 |
| 75    | 29 mars    | @ Miami       | D 92-103  | David Nwaba (15)           | Bobby Portis (16)      | Cameron Payne (5)    | American Airlines Arena | 24 - 51 |
| 76    | 30 mars    | @ Orlando     | V 90-82   | Kilpatrick, Markkanen (13) | Cristiano Felício (16) | Cameron Payne (6)    | Amway Center            | 25 - 51 |

| Match | Date match | Équipe     | Score     | Meilleur marqueur    | Meilleur rebondeur     | Meilleur passeur  | Lieux           | Série   |
| ----- | ---------- | ---------- | --------- | -------------------- | ---------------------- | ----------------- | --------------- | ------- |
| 77    | 1er avril  | Washington | V 113-94  | Lauri Markkanen (23) | Cristiano Felício (8)  | Jerian Grant (7)  | United Center   | 26 - 51 |
| 78    | 3 avril    | Charlotte  | V 120-114 | Lauri Markkanen (24) | David Nwaba (9)        | Cameron Payne (7) | United Center   | 27 - 51 |
| 79    | 6 avril    | @ Boston   | D 104-111 | Sean Kilpatrick (24) | Cristiano Felício (9)  | Jerian Grant (8)  | TD Garden       | 27 - 52 |
| 80    | 7 avril    | Brooklyn   | D 96-124  | Sean Kilpatrick (20) | Cristiano Felício (11) | Cameron Payne (5) | United Center   | 27 - 53 |
| 81    | 9 avril    | @ Brooklyn | D 105-114 | Sean Kilpatrick (16) | David Nwaba (10)       | Cameron Payne (6) | Barclays Center | 27 - 54 |
| 82    | 11 avril   | Détroit    | D 87-119  | Lauri Markkanen (20) | Markkanen, Portis (8)  | Cameron Payne (9) | United Center   | 27 - 55 |

### Confrontations en saison régulière
| Conférence Est      | Conférence Est                               | Conférence Est                               | Conférence Est                               | Conférence Est                               | Conférence Ouest                             | Conférence Ouest                             | Conférence Ouest                             |
| Division Atlantique | Division Atlantique                          | Division Atlantique                          | Division Atlantique                          | Division Atlantique                          | Division Nord-Ouest                          | Division Nord-Ouest                          | Division Nord-Ouest                          |
| Équipe              | Domicile                                     | Domicile                                     | Extérieur                                    | Extérieur                                    | Équipe                                       | Domicile                                     | Extérieur                                    |
| ------------------- | -------------------------------------------- | -------------------------------------------- | -------------------------------------------- | -------------------------------------------- | -------------------------------------------- | -------------------------------------------- | -------------------------------------------- |
| Boston              | 108-85                                       | 89-105                                       | 92-117                                       | 104-111                                      | Denver                                       | 102-135                                      | 110-111                                      |
| Brooklyn            | 96-124                                       |                                              | 87-104                                       | 105-114                                      | Minnesota                                    | 114-113                                      | 104-122                                      |
| New York            | 104-102                                      | 92-87                                        | 122-119 (2OT)                                | 92-110                                       | Oklahoma City                                | 69-101                                       | 79-92                                        |
| Philadelphie        | 117-115                                      | 115-116                                      | 101-115                                      |                                              | Portland                                     | 120-124 (OT)                                 | 108-124                                      |
| Toronto             | 115-124                                      | 98-122                                       | 100-117                                      | 114-119                                      | Utah                                         | 103-100                                      | 80-110                                       |
|                     | 4–5                                          | 4–5                                          | 1–8                                          | 1–8                                          |                                              | 2–3                                          | 0–5                                          |
| Division            | 5–13                                         | 5–13                                         | 5–13                                         | 5–13                                         | Division                                     | 2–8                                          | 2–8                                          |
| Division Centrale   | Division Centrale                            | Division Centrale                            | Division Centrale                            | Division Centrale                            | Division Pacifique                           | Division Pacifique                           | Division Pacifique                           |
| Équipe              | Domicile                                     | Domicile                                     | Extérieur                                    | Extérieur                                    | Équipe                                       | Domicile                                     | Extérieur                                    |
|                     |                                              |                                              |                                              |                                              | Golden State                                 | 112-119                                      | 94-143                                       |
| Cleveland           | 91-113                                       | 109-114                                      | 112-119                                      | 112-115                                      | L.A. Clippers                                | 106-112                                      | 103-113                                      |
| Detroit             | 107-105                                      | 87-119                                       | 83-99                                        | 95-117                                       | L.A. Lakers                                  | 103-108                                      | 94-103                                       |
| Indiana             | 87-105                                       | 119-107                                      | 96-98                                        | 86-125                                       | Phoenix                                      | 99-104                                       | 105-113                                      |
| Milwaukee           | 96-110                                       | 105-118                                      | 115-109                                      | 115-106                                      | Sacramento                                   | 106-107                                      | 103-113                                      |
|                     | 2–6                                          | 2–6                                          | 2–6                                          | 2–6                                          |                                              | 0–5                                          | 0–5                                          |
| Division            | 4–12                                         | 4–12                                         | 4–12                                         | 4–12                                         | Division                                     | 0–10                                         | 0–10                                         |
| Division Sud-Est    | Division Sud-Est                             | Division Sud-Est                             | Division Sud-Est                             | Division Sud-Est                             | Division Sud-Ouest                           | Division Sud-Ouest                           | Division Sud-Ouest                           |
| Équipe              | Domicile                                     | Domicile                                     | Extérieur                                    | Extérieur                                    | Équipe                                       | Domicile                                     | Extérieur                                    |
| Atlanta             | 91-86                                        |                                              | 113-97                                       | 129-122                                      | Dallas                                       | 108-100                                      | 127-124                                      |
| Charlotte           | 123-120                                      | 120-114                                      | 119-111                                      | 103-108                                      | Houston                                      | 107-116                                      | 86-118                                       |
| Miami               | 93-100                                       | 119-111                                      | 91-97                                        | 92-103                                       | Memphis                                      | 119-110                                      | 111-110                                      |
| Orlando             | 112-94                                       | 105-101                                      | 105-83                                       | 90-82                                        | New Orleans                                  | 90-96                                        | 128-132 (2OT)                                |
| Washington          | 90-101                                       | 113-94                                       | 110-114                                      |                                              | San Antonio                                  | 77-87                                        | 94-133                                       |
|                     | 7–2                                          | 7–2                                          | 4–4                                          | 4–4                                          |                                              | 2–3                                          | 3–3                                          |
| Division            | 11–6                                         | 11–6                                         | 11–6                                         | 11–6                                         | Division                                     | 5–6                                          | 5–6                                          |
| Conférence          | 20–31 (Domicile : 13–13 ; Extérieur : 7–18)  | 20–31 (Domicile : 13–13 ; Extérieur : 7–18)  | 20–31 (Domicile : 13–13 ; Extérieur : 7–18)  | 20–31 (Domicile : 13–13 ; Extérieur : 7–18)  | Conférence                                   | 7–24 (Domicile : 4–11 ; Extérieur : 3–13)    | 7–24 (Domicile : 4–11 ; Extérieur : 3–13)    |
| Total               | 27–55 (Domicile : 17–24 ; Extérieur : 10–31) | 27–55 (Domicile : 17–24 ; Extérieur : 10–31) | 27–55 (Domicile : 17–24 ; Extérieur : 10–31) | 27–55 (Domicile : 17–24 ; Extérieur : 10–31) | 27–55 (Domicile : 17–24 ; Extérieur : 10–31) | 27–55 (Domicile : 17–24 ; Extérieur : 10–31) | 27–55 (Domicile : 17–24 ; Extérieur : 10–31) |

## Effectif actuel
| Bulls de Chicago Effectif en fin de saison régulière |    |                        |                   |                        |
| Entraîneur : Fred Hoiberg                            |    |                        |                   |                        |
| Meneur, arrière                                      | 15 | Drapeau des États-Unis | Ryan Arcidiacono  | Villanova              |
| Pivot                                                | 3  | Drapeau de la Turquie  | Ömer Aşık         | Turquie                |
| Arrière                                              | 9  | Drapeau des États-Unis | Antonio Blakeney  | LSU                    |
| Meneur                                               | 32 | Drapeau des États-Unis | Kris Dunn         | Providence             |
| Ailier fort                                          | 6  | Drapeau du Brésil      | Cristiano Felicio | CCSE Prep Academy (CA) |
| Meneur, Arrière                                      | 2  | Drapeau des États-Unis | Jerian Grant      | Notre Dame             |
| Arrière                                              | 7  | Drapeau des États-Unis | Justin Holiday    | Washington             |
| Arrière                                              | 0  | Drapeau des États-Unis | Sean Kilpatrick   | Cincinnati             |
| Arrière                                              | 8  | Drapeau des États-Unis | Zach LaVine       | UCLA                   |
| Pivot                                                | 42 | Drapeau des États-Unis | Robin Lopez       | Stanford               |
| Ailier fort                                          | 24 | Drapeau de la Finlande | Lauri Markkanen   | Arizona                |
| Meneur, Arrière                                      | 11 | Drapeau des États-Unis | David Nwaba       | Cal Poly               |
| Meneur                                               | 22 | Drapeau des États-Unis | Cameron Payne     | Murray State           |
| Ailier fort                                          | 5  | Drapeau des États-Unis | Bobby Portis      | Arkansas               |
| Ailier                                               | 45 | Drapeau des États-Unis | Denzel Valentine  | Michigan State         |
| Ailier fort                                          | 30 | Drapeau des États-Unis | Noah Vonleh       | Indiana                |
| Arrière                                              | 16 | Drapeau de l'Allemagne | Paul Zipser       | Allemagne              |
| (C) Capitaine - Blessé                               |    |                        |                   |                        |

## Transactions

### Échanges
| 22 juin 2017       | A Bulls de ChicagoCompensation financière                                                                                              | A Warriors de Golden StateDroits sur le 38e choix de la Draft : Jordan Bell                 |
| 22 juin 2017       | A Bulls de ChicagoKris Dunn Zach LaVine Droits sur le 7e choix de la Draft : Lauri Markkanen                                           | A Timberwolves du MinnesotaJimmy Butler Droits sur le 16e choix de la Draft : Justin Patton |
| 1er septembre 2017 | A Bulls de ChicagoQuincy Pondexter Second tour de draft 2018 Compensation financière                                                   | A Pelicans de La Nouvelle-OrléansDroits sur Ater Majok                                      |
| 1er février 2018   | A Bulls de ChicagoÖmer Aşık Tony Allen Jameer Nelson Premier tour de draft 2018 (protégé) Droit d'échange du second tour de draft 2021 | A Pelicans de La Nouvelle-OrléansNikola Mirotić Second tour de draft 2018                   |
| 8 février 2018     | A Bulls de ChicagoWillie Reed Droit d'échange du second tour de draft 2022                                                             | A Pistons de DétroitJameer Nelson                                                           |
| 8 février 2018     | A Bulls de ChicagoNoah Vonleh | A Trail Blazers de PortlandDroits sur Milovan Raković Compensation financière               |

### Joueurs qui re-signent
| Date       | Joueur            | Contrat                            |
| ---------- | ----------------- | ---------------------------------- |
| 06/07/2017 | Cristiano Felício | Contrat de 32 000 000 $ sur 4 ans. |

### Options dans les contrats
| Joueur           | Option                                                                      |
| ---------------- | --------------------------------------------------------------------------- |
| Kris Dunn        | Chicago exerce son option d'équipe de 4 050 000 $ pour la saison 2018-2019. |
| Jerian Grant     | Chicago exerce son option d'équipe de 2 640 000 $ pour la saison 2018-2019. |
| Cameron Payne    | Chicago exerce son option d'équipe de 3 260 000 $ pour la saison 2018-2019. |
| Bobby Portis     | Chicago exerce son option d'équipe de 2 490 000 $ pour la saison 2018-2019. |
| Denzel Valentine | Chicago exerce son option d'équipe de 2 280 000 $ pour la saison 2018-2019. |

### Arrivés
| Date       | Joueur          | Contrat                          | Provenance                         |
| ---------- | --------------- | -------------------------------- | ---------------------------------- |
| 05/07/2017 | Lauri Markkanen | Contrat de 8 360 000 $ sur 2 ans | Wildcats de l'Arizona              |
| 10/07/2017 | Justin Holiday  | Contrat de 9 000 000 $ sur 2 ans | Knicks de New York                 |
| 14/07/2017 | David Nwaba     | Claimed off waivers              | Lakers de Los Angeles              |
| 14/09/2017 | Diamond Stone   | Contrat de 2 860 000 $ sur 2 ans | Hawks d'Atlanta                    |
| 16/10/2017 | Kay Felder      | Claimed off waivers              | Hawks d'Atlanta                    |
| 25/03/2018 | C. J. Fair      | Contrat de 46,080 $ sur 1 an     | Bulls de Windy City (NBA G League) |
| 26/03/2018 | Sean Kilpatrick | Contrat de 6 200 000 $ sur 3 ans | Clippers de Los Angeles            |

#### Two-way contract
| Date       | Joueur           | Provenance                    |
| ---------- | ---------------- | ----------------------------- |
| 15/07/2017 | Antonio Blakeney | Tigers de LSU                 |
| 01/08/2017 | Ryan Arcidiacono | Spurs d'Austin (NBA G League) |

#### Contrat de 10 jours
| Date       | Joueur         | Provenance                         |
| ---------- | -------------- | ---------------------------------- |
| 01/03/2018 | Jarell Eddie   | Bulls de Windy City (NBA G League) |
| 24/03/2018 | Jaylen Johnson | Bulls de Windy City (NBA G League) |

### Départs
| Date       | Joueur                  | Raison départ | Nouvelle équipe ¹               |
| ---------- | ----------------------- | ------------- | ------------------------------- |
| 01/07/2017 | Michael Carter-Williams | Agent libre   | Hornets de Charlotte            |
| 01/07/2017 | Joffrey Lauvergne       | Agent libre   | Spurs de San Antonio            |
| 01/07/2017 | Anthony Morrow          | Agent libre   | Trail Blazers de Portland       |
| 01/07/2017 | Isaiah Canaan           | Agent libre   | Thunder d'Oklahoma City         |
| 01/07/2017 | Rajon Rondo             | Agent libre   | Pelicans de La Nouvelle-Orléans |
| 25/09/2017 | Dwyane Wade             | Coupé         | Cavaliers de Cleveland          |
| 19/12/2017 | Kay Felder              | Coupé         | Pistons de Détroit              |
| 01/02/2018 | Quincy Pondexter        | Coupé         |                                 |
| 08/02/2018 | Willie Reed             | Coupé         |                                 |
| 09/02/2018 | Tony Allen              | Coupé         |                                 |
| 25/03/2018 | Jaylen Johnson          | Coupé         |                                 |
| 26/03/2018 | C. J. Fair              | Coupé         |                                 |

¹ Il s'agit de l’équipe pour laquelle le joueur a signé après son départ, il a pu entre-temps changer d'équipe ou encore de pays.

### Joueurs "agents libres" à la fin de la saison
| Joueur      | Fin de saison         |
| ----------- | --------------------- |
| Zach LaVine | Agent libre restreint |
| David Nwaba | Agent libre restreint |
| Noah Vonleh | Agent libre restreint |